# Craige Schensted
Craige Eugene Schensted, né le 12 avril 1927 à  Mayville et mort le 22 janvier 2021 à Rockport,, est un scientifique américain qui a travaillé à l'université du Michigan devenu créateur de jeux de société.

## Biographie
Dans un premier temps, physicien et mathématicien, il travaille à l'université du Michigan dans le Project  Michigan ; il est le premier à avoir formulé l'algorithme d'insertion (Schensted 1961) qui définit la correspondance de Robinson-Schensted ; cette correspondance avait été établie, sous une forme différente, dès 1938 par Gilbert de Beauregard Robinson, mais c'est sous la forme que lui donne l’algorithme d'insertion de Schensted que la correspondance s'est répandue en combinatoire algébrique. Elle a été reprise et étendue ultérieurement par Knuth, et est appelée  correspondance de Robinson-Schensted-Knuth.
Schensted a aussi inventé, dans un deuxième temps, divers jeux de société, notamment Star (jeu) (en), un jeu de stratégie combinatoire abstrait publié en 1983 dans Games World of Puzzles, 
et Y (jeu) (en) également un jeu de stratégie, décrit par John Milnor au début des années 1950 et redécouvert par Craige Schensted and Charles Titus en 1953. Ces jeux relèvent de la famille des jeux de connexion (en) comme Hex, Havannah, TwixT, et d'autres.
En 1995, Schensted change son nom en Ea qui est le nom babylonien du dieu sumérien Enki, et en 1999, il change son nom en Ea Ea parce qu'il craint le changement de millénaire.
Enfin, il vit pendant quarante ans sur l'Île de Peaks (en), à Portland (Maine). En 2002, Ea se retire dans un appartement surplombant la rivière Passagassawakeag à Belfast (Maine)

## Articles liés
- Règle de Littlewood-Richardson
- Monoïde plaxique
- Plus longue sous-suite strictement croissante